# Anellozetes auriculatus
Anellozetes auriculatus är en kvalsterart som först beskrevs av Sandór Mahunka 1984.  Anellozetes auriculatus ingår i släktet Anellozetes och familjen Humerobatidae. Inga underarter finns listade i Catalogue of Life.